# Laudes (literatura)
Laudes – średniowieczne wiersze religijne, pisane po łacinie lub później w językach narodowych, śpiewane, a nawet wykonywane w formie scenicznej. W popularny sposób posługujące się wątkami tekstów liturgii kościelnej. Zazwyczaj liryczno-narracyjne lub moralistyczne, nawiązujące do życia Jezusa Chrystusa i świętych.